# Huize Ter Wetering

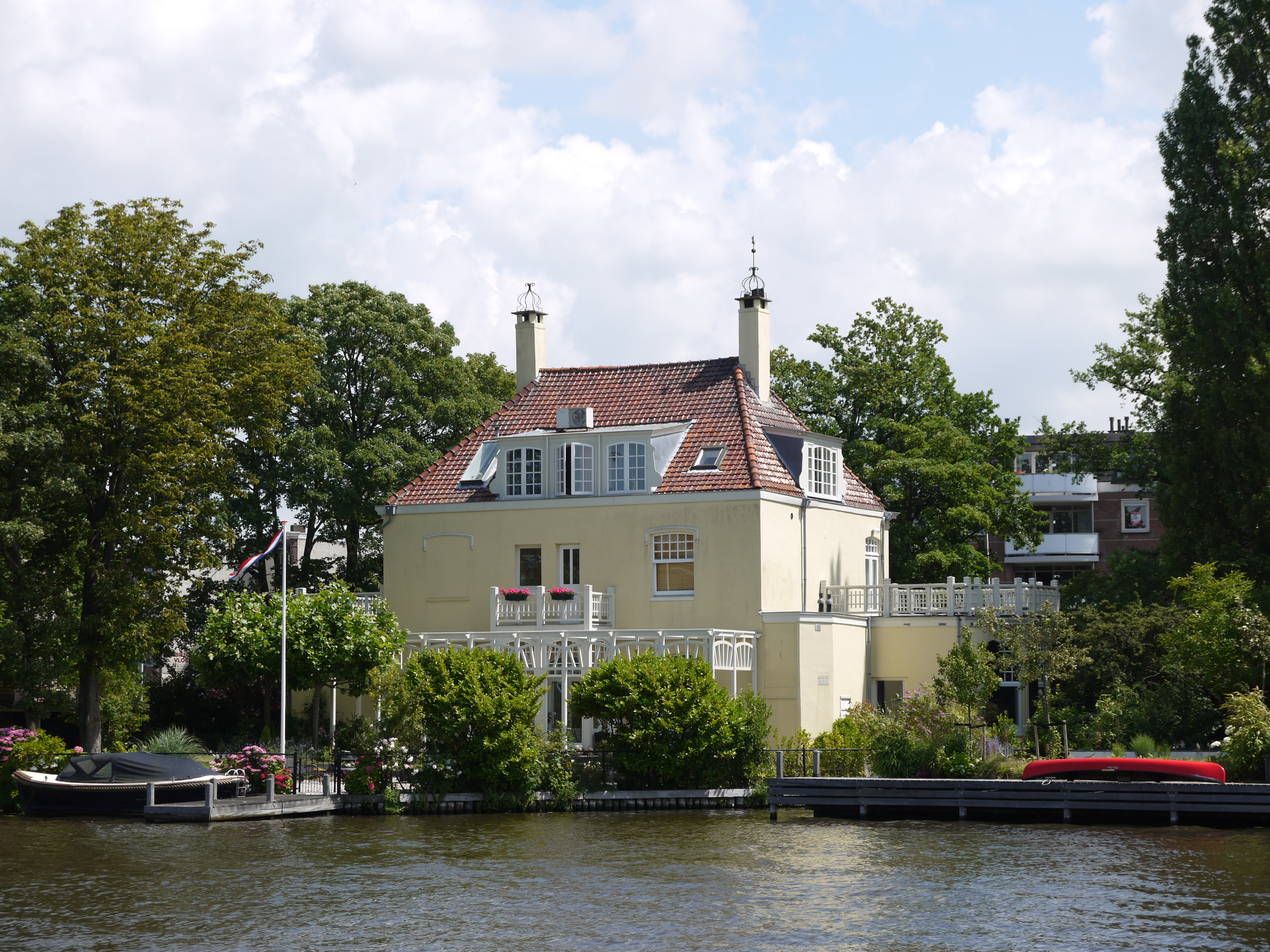
Huize ter Wetering of het Kastanjehuis aan de Haagweg te Leiden, gezien vanaf Galgewater

Huize Ter Wetering is een villa gelegen aan het Galgewater of Oude Rijn in de Nederlandse stad Leiden en aan de Haagweg op nummer 49.

## Historie
In december 1904 kocht Heike Kamerlingh Onnes Villa Nova, inclusief bomen, schuitenhuis, stal, koepel (een herinnering aan de achttiende-eeuwse theekoepel met bijbehorende speeltuin), koetshuis, schuur en tuin voor ƒ 14.000. Volgens DBNL werd het huis naar een ontwerp van Menso Kamerlingh Onnes (de broer van Heike) verbouwd en uitgebreid; volgens de geschiedschrijving gebeurde dit onder leiding van de architect H.J. Jesse (1860-1943).
Aan weerszijden kwam een uitbouw met erker, waardoor twee slaapkamers een balkon kregen. De verbouwing gaf ‘Huize ter Wetering’, zoals het pand gedoopt werd, een lichtvoetig maar strak voorkomen, een ‘rijke phantasie in tooverschoone lijnen’. Er kwamen jaloezieluiken, alle bovenramen kregen kleine ruitjes, de nieuwe pannen zorgden, aldus Menso, voor een ‘scherp’ dak en lagen ‘bijzonder mooi vlak’.
Eigendom:
- tot 1904 eigendom van Lindor Serrurier (1846-1901), de conservator en tussen 1882 en 1896 directeur van het Etnografisch Museum, vanaf 1898 verhuurd aan Heike Kamerlingh Onnes.
- vanaf 1904 eigendom van Heike Kamerlingh Onnes, die er tot zijn dood woonde.

Namen:
- Villa Nova (voor 1904)
- Huize Ter Wetering (vanaf 1904)
- Het Kastanjehuis (in ieder geval vanaf 2008)